# 亨利埃塔·法卡索瓦
亨利埃塔·法卡索瓦（1986年5月23日—）是斯洛伐克高山滑雪選手，她曾在残疾人奥林匹克运动会獲得11次冠軍，在IPC世界錦標賽中獲得15次冠軍，她有高度的近視，視障分級屬於B3級（還保有一些視力）。

## 簡介
法卡索瓦的格言是「沒有不可能的事」。
法卡索瓦在2010年於溫哥華惠斯勒黑梳山舉行的冬季帕拉林匹克高山滑雪比赛中，分別在大迴轉、超級全能、超級大迴轉項目中獲得金牌。
法卡索瓦在2014年冬季帕拉林匹克運動會的速降和超級大迴轉項目，分別獲得兩面金牌。
法卡索瓦在2018年冬季帕拉林匹克運動會的速降項目中，獲得第六面金牌，也是該屆帕運的第一面金牌，之後也在超級大迴轉、超級全能、大迴轉項目三項項目又取得三面金牌。
法卡索瓦在2019年獲得勞倫斯世界體育獎年度最佳身障運動員。
法卡索瓦的滑雪引導者是娜塔莉亞·蘇布爾托娃（Natália Šubrtová）。

## 外部連結
- Henrieta Farkašová （页面存档备份，存于） at the International Paralympic Committee
- Henrieta Farkašová （页面存档备份，存于） at the IPC.InfostradaSports.com